# غاريك غوردون
خطأ لوا في mw.text.lua على السطر 25: bad argument #1 to 'match' (string expected, got nil).
غاريك غوردون (بالإنجليزية: Garrick Gordon)‏ هو لاعب كرة قدم جامايكي، ولد في 4 نوفمبر 1982 في كينغستون في جامايكا. لعب مع Real Destroyer ‏.

## وصلات خارجية
- غاريك غوردون على موقع Soccerway.com (الإنجليزية)